# Glansbräken
Glansbräken (Asplenium adiantum-nigrum) är en sällsynt ormbunke, tillhörande småbräkenväxterna. Den växer på kustnära mark, helst på grönsten eller olivin, gärna på klippor. Den är mellan 10 och 25 cm hög. I Sverige växer den endast i Skåne, Halland och Bohuslän, och då framförallt i fuktiga och skuggiga grottor nära havet. Växten är fridlyst. 
Den är klättrande. Den har stor formvariation och har troligen uppstått genom genomduplicering av hybriden A. cuneifolium x A. onopteris.

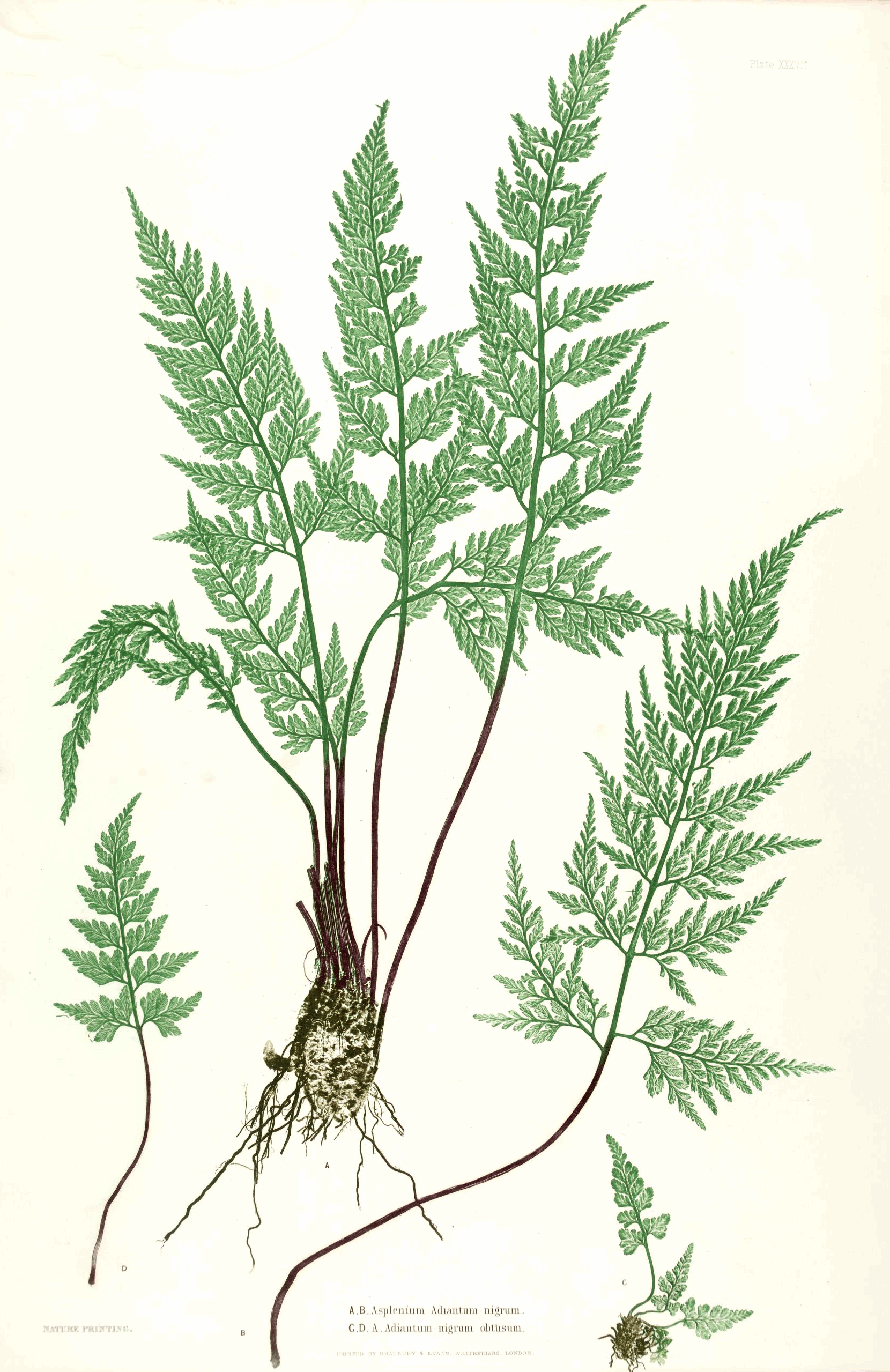
Glansbräken hos Moore (1857).

Glansbräken är 10-30 cm hög, och bladen är 3-10 cm breda med smalt trekantformade bladskivor. Bladet är mörkgrönt eller mellangrönt, styvt, och blankt, med 2-3 gångers flikning. Det er på gränsen till gaffelgrenat, genom att både primär- och sekundärflikarna har ett smalt men substantiellt brett fäste i mittnerverna, och därifrån utvidgar sig i solfjäder- eller gaffelformation.
Bladskaftet är långt och mörkt vid fästet, men grönt halvvägs upp mot bladskivan och längs hela bladskivan. 
Sporangierna (sori) är sträckformade och lite böjda med sporgömmesamlingar (indusium). Sporgömmesamlingarna framträder rödbruna eller rostbruna, och blir mer och mer sammanväxta tills de med tiden täcker hela undersidan av småbladet. Antalet kromosomer (n) är 72.
Arten är ofta klättrande på berggrund, i bergssprickor och i taluskoner. Den föredrar ibland magnesiumrik mark. 
Glansbräken är väl spridd i Norge. I Sverige finns den i sydväst, inklusive Skåne. Den finns också på Bornholm. Den växer vidare på Färöarna och på olika platser i västra Europa, i Nordamerika, norra Afrika och på spridda platser i övriga Afrika och i Asien. 